# Meade Lux Lewis
Meade Lux Lewis (Chicago, 1905. szeptember 4. – Minneapolis, 1964. június 7.) amerikai boogie-woogie zongorista volt.

## Pályakép
Meade Lux Lewis a boogie-woogie egyik klasszikusa volt. Fantasztikusan erőteljesen játszotta a darabokat, miközben rá se nézett a zongorára. A nagy boogie játékosok közül neki volt a legösszetettebb a zenéje; változó ritmikai elemeket és különböző jobb- és balkéz figurákat alkalmazott.
Lewis legismertebb darabja, a Honky Tonk Train Blues különféle előadásokban közismert, gyakran nagyzenekarral is. Felvételei között szerepel még klasszikus csembalóművész  előadása is. Az Emerson, Lake & Palmer repertoárjába is belekerült. Lewist említi Kurt Vonnegut a Macskabölcső egyik fejezetében, továbbá Ross Macdonald „The Moving Target” című regénye is szóba hozza, valamint Keith Richards önéletrajza is.
 Doll House Boogie?*

## Lemezek
- 1941: Boogie Woogie (compilation)
- 1975: Tell Your Story
- 1982: Giant of Blues and Boogie Woogie 1905–1964
- 1984: Chicago Piano Blues and Boogie Woogie 1936–1951 Vol. 3